# Sima Xiangru
Sima Xiangru (179–117 p.n.e.), znany także jako Zhangqing – chiński poeta i eseista z czasów Zachodniej dynastii Han, której był pomniejszym urzędnikiem, najznakomitszy twórca ballad fu. 
Pochodził z Shu, czyli dzisiejszego Syczuanu. Początkowo pracował na dworze cesarza Jinga, ale ze względu na niechęć cesarza do poezji fu, przeniósł się na dwór króla Xianga z Liao, gdzie tworzyli też inni sławni poeci, jak Mei Cheng i Zou Yang. Po śmierci króla wrócił do Syczuanu, po drodze wikłając się w romans z młodą wdową, poetką Zhuo Wenjun. Ponieważ ojciec pani Zhuo odmówił poecie jej ręki, kochankowie uciekli do Chengdu, rodzinnego miasta Sima Xiangru. Musieli jednak wrócić do Lingqiongu (obecnie Qionglai), z którego pochodziła Zhuo, ze względu na brak środków do życia. Tam prowadzili winiarnię, wspierani też przez ojca Zhuo, który ostatecznie przełknął skandal i pogodził się z małżeństwem córki. Historia romansu Sima Xiangru i Zhao Wenjun stała się kanwą przedstawień operowych i pieśni.
Następca Han Jingdi, cesarz Wu był, w odróżnieniu od poprzednika, miłośnikiem poezji fu i odnalazł poetę, by stać się jego mecenasem. Sima otrzymał stanowisko dyplomatyczne w południowo-zachodnich Chinach, które jednak stracił na skutek oskarżeń o korupcję. Zmarł na cukrzycę niedługo później.
Poezja Sima Xiangru jest uznawana za szczytowe osiągnięcie stylu fu, charakteryzuje się niezwykle bogatym użyciem opisów i hiperboli. Jako leksykograf Sima Xiangru przykładał wielką wagę by znaleźć najbardziej odpowiednie słowa do swoich opisów roślin, zwierząt, kolorów czy innych zjawisk występujących w jego wierszach (ściągało to na niego krytykę filozofów konfucjańskich, którzy twierdzili, że nadmiernie rozbudowana forma utrudnia zrozumienie moralnego przesłania utworów). Jego najsławniejsze dzieła to Ballada o pustogłowym dżentelmenie (Zixu fu) i Ballada o cesarskim parku (Shanglin fu). Tworzył też poezję w stylu sao, naśladując styl Qu Yuana.
Sima Xiangru był też uznanym artystą harfy guqin oraz szermierzem. Jego biografia (Sima Xiangru zhuan 司馬相如) to 57 rozdział Kroniki dynastii Han autorstwa Ban Gu.